# Cora semiopaca
Cora semiopaca là loài chuồn chuồn trong họ Polythoridae. Loài này được Selys mô tả khoa học đầu tiên năm 1878.